# Hallmark Channel
The Hallmark Channel je program koji emitira obiteljske TV serije i TV filmove.  Prisutan je u više od 100 zemalja. U SAD je u vlasništvu Crown Media Holdings, a izvan SAD-a u vlasništvu SparrowHawk media.
Jedan je od prvih kanala preveden na hrvatski jezik u sklopu bivše DTH satelitske platforme See More SatChannel.
- Izdvojeno iz popisa popularnih serija:
- Zakon i red: Odjel za žrtve
- Zakon i red: Kriminalne nakane
- Zakon i red
- Bez traga
- Monk
- Psych
- Damages
- Columbo
- Diagnosis Murder
- Jane Doe

U Hrvatskoj se emitira srednjoeuropska verzija Hallmarka - Hallmark Channel Central Europe, i to putem Total TV-a, i ostalih operatera, lokaliziran na hrvatski jezik.
U sklopu promjene vizualnog identiteta, kanal je 3. rujna za područje istočne Europe promijenio naziv u Universal Channel.

## Vanjske poveznice
- Universal Networks International  Arhivirana inačica izvorne stranice od 27. prosinca 2010. (Wayback Machine)
- Službene stranice Hallmark Channel